# Adams (hrabstwo Berkshire)
Adams – jednostka osadnicza w Stanach Zjednoczonych, w stanie Massachusetts, w hrabstwie Berkshire.